# Кіттзее
Кіттзее (нім. Kittsee, словац. Kopčany, Копчани, угор. Köpcsény, Кепчень, хорв. Gijeca,  Ґіє́ца) — громада округу Нойзідль-ам-Зее у землі Бургенланд, Австрія.
Кіттзее лежить на висоті  138 м над рівнем моря і займає площу 19,25 км². Громада налічує 2533 мешканців. 
Густота населення 132/км².  
Кіттзее межує зі словацькою столицею Братиславою. 
|                                  |
| Кіттзее на мапі округу та землі. |

 Адреса управління громади: Hauptplatz 11, 2421 Kittsee. 

## Демографія
Історична динаміка населення громади за даними сайту Statistik Austria

## Виноски
1. ↑  Dauersiedlungsraum der Gemeinden Politischen Bezirke und Bundesländer - Gebietsstand 1.1.2018 — Статистичне управління Австрії.
2. ↑  www.kittsee.at. Архів оригіналу за 4 квітня 2022. Процитовано 6 квітня 2022.
3. ↑  Gemeindedaten von Kittsee. Архів оригіналу за 24 квітня 2014. Процитовано 21 жовтня 2013.

| Австрія | Це незавершена стаття з географії Австрії. Ви можете допомогти проєкту, виправивши або дописавши її. |